# Bamaco
Bamaco (em francês:  Bamako, nome também usado em português) é a capital e maior cidade do Mali. Localiza-se nas margens do rio Níger, junto as corredeiras que dividem os vales do Alto e Médio Níger, no sudoeste do país.
É o centro administrativo do país, com um porto fluvial localizado na vizinha Kulikoro, e um importante centro regional de comércio e conferências. Foi um centro muçulmano importante na Idade Média, sendo ocupado pelos franceses em 1883. Tornou-se capital do Sudão Francês em 1908.
Com uma população de 4 227 569 habitantes. É o 7º maior centro urbano da África Ocidental, após Lagos, Abidjã, Cano, Ibadã, Dacar e Acra.
A produção da cidade inclui têxteis, carnes transformadas e bens de metal. Existe comércio piscatório no rio Níger. As coordenadas de Bamaco são 12°38'45" N e 7°59'32" O. O nome Bamako vem da palavra bambara que significa "rio crocodilo".

## História
A área onde encontra-se a cidade foi continuamente habitada desde a era paleolítica pos mais de 150 mil anos. As terras férteis do vale do Rio Níger proporcionava à população um abundante suprimento de alimento e os primeiros reinos da região se desenvolveram estabelecendo rotas comerciais com toda a África Ocidental, Saara, chegando ao norte da África e Europa. Os primeiros habitantes comercializavam ouro, marfim, noz-de-cola e sal. No século XI, o Império do Gana tornou-se o primeiro reino a dominar a região. Bamaco tinha se tornado uma grande cidade-mercado e um centro para os estudiosos islâmicos, com o estabelecimento de duas universidades e numerosas mesquitas dos tempos medievais.
O Império do Mali cresceu durante o início da Idade Média e substituiu o de Gana como reino dominante na África Ocidental, dominando Senegal, Gâmbia, Guiné e Mauritânia. No século XIV, o Império do Mali tornou-se cada vez mais rico devido ao comércio de algodão e sal. Este acabou sendo sucedido pelo Império Songai e, no século XVI, invasores berberes do Marrocos destruíram o que restava dos reinos no Mali e o comércio transaariano passou a ser controlado por marinheiros.

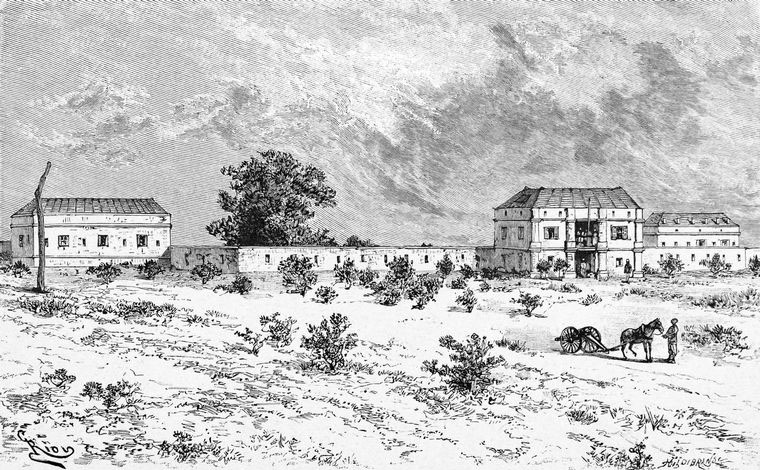
Forte francês de Bamaco, 1883

No final do século XIX, os franceses dominaram grande parte da África Ocidental, e, em 1883, a atual Mali tornou-se parte da colônia do Sudão Francês, com Bamaco tornando-se sua capital em 1908. O cultivo do algodão e arroz foi estimulado através de grandes projetos de irrigação e de uma nova ferrovia ligando Mali ao Dacar, na costa atlântica. Mali foi anexada em seguida à África Ocidental Francesa, uma federação que durou de 1895 a 1959.
Mali conquistou a independência da França em abril de 1960, sendo posteriormente estabelecida a República do Mali. Nesta época, Bamaco tinha uma população de aproximadamente 160 000. Durante a década de 1960, o país tornou-se socialista e Bamaco foi objeto de investimentos e influência soviética. No entanto, a economia declinou quando as empresas estatais entraram em colapso e a agitação foi generalizada. Finalmente, Moussa Traoré liderou um golpe bem-sucedido e governou Mali por 23 anos. No entanto, seu governo foi caracterizado por secas severas, má gestão e problemas de escassez de alimentos.

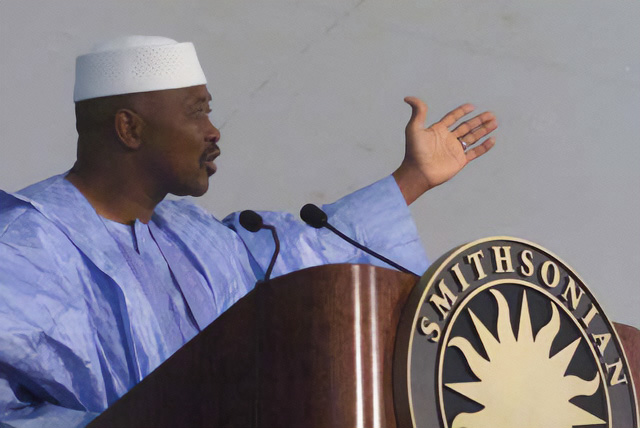
Amadou Toumani Touré

Na década de 1980, o povo de Bamaco e do Mali fizeram campanha por uma economia de livre mercado e democracia multipartidária. Em 1990, o Congresso Nacional de Iniciativa Democrática (Congrès National d'démocratique Initiative, CNID) foi criado pelo advogado Mountaga Tall e a Aliança pela Democracia no Mali (Alliance pour la démocratie au Mali, ADEMA) por Abdramane Baba e pelo historiador Alpha Oumar Konaré. Estes, junto com a Association des élèves et étudiants du Mali (AEEM) e com a Associação Maliana dos Direitos Humanos (Association Malienne des Droits de l'Homme, AMDH), tinham como objetivo a expulsão de Moussa Traoré. Nos termos da antiga constituição, todos os sindicatos tinham que pertencer a uma confederação, a União Nacional dos Trabalhadores do Mali (UNTM). Quando a liderança do UNTM se desligou do governo em 1990, a oposição cresceu. Grupos foram acionados por cortes de pagamentos e demissões no setor do governo, e pela pressão dos doadores internacionais para o governo privatizar grandes áreas da economia, que haviam permanecido em mãos públicas, mesmo após a derrubada do governo socialista em 1968. Os estudantes, até mesmo as crianças, desempenharam um papel crescente nas marchas de protesto em Bamaco, e as residências e empresas dos associados com o regime foram saqueadas pela multidão.
Em 22 de março de 1991, uma marcha de protesto em grande escala em Bamaco central foi violentamente reprimida, com estimativa de 300 mortos. Quatro dias depois, um golpe militar depôs Traoré. O Comitê de Transition pour le Salut du Peuple foi criado, chefiado pelo general Amadou Toumani Touré. Alpha Oumar Konari tornou-se oficialmente presidente em 26 de abril de 1992.

## Geografia
Bamaco está situada na várzea do rio Níger, o que dificulta o desenvolvimento ao longo da margem do rio e do seus afluentes. Bamaco é relativamente plana, exceto ao norte onde há uma escarpa, o que restou de um vulcão extinto. O Palácio Presidencial e o principal hospital estão localizados nesta área.
Originalmente, a cidade desenvolveu-se no lado norte do rio, mas a medida que ela crescia, pontes foram sendo construídas para conectar o norte ao sul.

### Clima
Bamaco tem um clima saheliano quente e úmido, na média, é muito quente durante todo o ano. Na classificação do clima de Köppen, Bamaco possui um clima tropical úmido e seco. A temperatura máxima média ultrapassa os 30 °C todos os meses, sendo os meses mais quentes março, abril e maio, onde a temperatura máxima alcança uma média de 35 °C. A temperatura máxima registrada, 46º, ocorreu no mês de maio. Os meses mais frios são novembro, dezembro e janeiro com temperatura mínima média de 16 a 19 °C, porém, a temperatura pode variar muito com picos de 36 °C. Durante o inverno, as chuvas são muito escassas, com pouca chuva de outubro a abril, que pode levar à seca entre dezembro e fevereiro. A estação chuvosa ocorre no verão com o pico de precipitação entre julho e setembro.
| Dados climatológicos para Bamaco                             | Dados climatológicos para Bamaco | Dados climatológicos para Bamaco | Dados climatológicos para Bamaco | Dados climatológicos para Bamaco | Dados climatológicos para Bamaco | Dados climatológicos para Bamaco | Dados climatológicos para Bamaco | Dados climatológicos para Bamaco | Dados climatológicos para Bamaco | Dados climatológicos para Bamaco | Dados climatológicos para Bamaco | Dados climatológicos para Bamaco | Dados climatológicos para Bamaco |
| Mês                                                          | Jan                              | Fev                              | Mar                              | Abr                              | Mai                              | Jun                              | Jul                              | Ago                              | Set                              | Out                              | Nov                              | Dez                              | Ano                              |
| ------------------------------------------------------------ | -------------------------------- | -------------------------------- | -------------------------------- | -------------------------------- | -------------------------------- | -------------------------------- | -------------------------------- | -------------------------------- | -------------------------------- | -------------------------------- | -------------------------------- | -------------------------------- | -------------------------------- |
| Temperatura máxima média (°C)                                | 33,4                             | 36,4                             | 38,5                             | 39,6                             | 38,5                             | 35,3                             | 32,1                             | 31,1                             | 32,2                             | 34,6                             | 35,3                             | 33,4                             | 35                               |
| Temperatura mínima média (°C)                                | 17                               | 19,9                             | 22,9                             | 25,2                             | 25,4                             | 23,6                             | 22,2                             | 21,8                             | 21,6                             | 21,3                             | 18,4                             | 16,8                             | 21,3                             |
| Chuva (mm)                                                   | 0,6                              | 0,7                              | 2,1                              | 19,7                             | 54,1                             | 132,1                            | 224,1                            | 290,2                            | 195,9                            | 66,1                             | 5,2                              | 0,5                              | 991,3                            |
| Dias com chuva (≥ 0,1 mm)                                    | 0,2                              | 0,2                              | 0,6                              | 3,3                              | 6,3                              | 7,7                              | 16,7                             | 17,9                             | 14,7                             | 5,7                              | 0,3                              | 0,1                              | 73,7                             |
| Insolação (h)                                                | 275,9                            | 254,3                            | 266,6                            | 231                              | 241,8                            | 234                              | 217                              | 217                              | 222                              | 254,2                            | 270                              | 269,7                            | 2 953,5                          |
| Fonte: Organização Meteorológica Mundial                     |                                  |                                  |                                  |                                  |                                  |                                  |                                  |                                  |                                  |                                  |                                  |                                  |                                  |
| Fonte 2: Observatório de Hong Kong (horas de sol, 1961–1990) |                                  |                                  |                                  |                                  |                                  |                                  |                                  |                                  |                                  |                                  |                                  |                                  |                                  |

## Administração
O Distrito de Bamaco é dividido em seis comunas desde a Portaria n º 78-34/CNLM de 18 agosto de 1978, e alterada por uma lei em fevereiro de 1982 que estabeleceu novos limites das comunas III e IV. Cada comuna é administrada por um conselho municipal e um prefeito eleito entre os seus membros. As últimas eleições foram realizadas em 26 de abril de 2009 e a Aliança para a Democracia no Mali obteve a maioria dos representantes das comunas. Em 2007 Adama Sangaré, torna-se o prefeito da cidade.

### Comunas e bairros

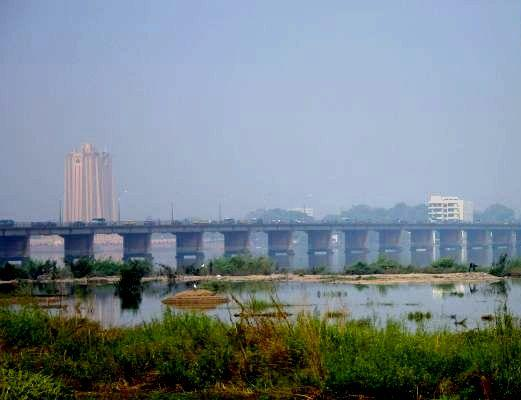
A ponte dos Mártires liga as duas margens do rio Níger e a zona central de Bamaco à região sul

- Comuna I: possui uma população de 335 407 habitantes (censo preliminar de 1 de abril de 2009)[1] e cobre uma área de 34,26 km². Faz limite a norte com a comuna rural de Djalakorodji (Cercle de Kati), a oeste pela Comuna II, a nordeste pela comuna rural de Sangarébougou (Cercle de Kati), a leste pela comuna rural de Gabakourou e ao sul pelo rio Níger. Nove bairros compõem esta comuna: Banconi, Boulkassombougou, Djélibougou, Doumanzana, Fadjiguila, Sotuba, Korofina Nord, Korofina Sud e Sikoroni.[18]
- Comuna II: possui uma população de 159 805 habitantes (censo preliminar de 1 de abril de 2009)[1] e cobre uma área de 16,81 km². Faz limite a leste pelo remanso do Korofina, a oeste pelo sopé da colina Point G, a norte pelo limite norte do distrito e ao sul pelo rio Níger. A comuna possui onze bairros: Niaréla (o mais antigo), Bagadadji, Médina-Coura, Bozola, Missira, Hippodrome (Hipódromo), Quinzambougou, Bakaribougou, TSF, Zone industrielle (Zona Industrial) e Bougouba. Esta é a área mais importante no setor industrial em Bamaco.[19]
- Comuna III: possui uma população de 128 872 habitantes (censo preliminar de 1 de abril de 2009)[1] e cobre uma área de 23 km². Faz limite a norte pelo Cercle de Kati, a leste pelo Boulevard du Peuple, que a separa da Comuna II, a sul pela parte do rio Níger, entre a Pont des Martyrs e o Motel de Bamaco, e a oeste pela Comuna IV. A Comuna III é o centro administrativo e comercial de Bamaco. Ela acomoda em especial os dois maiores mercados da capital, o Grande Mercado (Dabanani) e o Didida. Vinte bairros compõem a comuna e as aldeias de Koulouninko e Sirakorodounfing foram anexadas à Comuna III.[20]
- Comuna IV: possui uma população de 300 085 habitantes (censo preliminar de 1 de abril de 2009)[1] e abrange uma área de 37,68 km². É limitado a leste pela Comuna III, a norte e oeste pelo Cercle de Kati e ao sul pela margem esquerda do rio Níger. A Comuna IV é composta por oito bairros: Taliko, Lassa, Sibiribougou, Djikoroni-Para, Sébénikoro, Hamdallaye, Lafiabougou e Kalabambougou.[21]
- Comuna V: possui uma população de 414 668 habitantes (censo preliminar de 1 de abril de 2009)[1] e cobre uma área de 41 km². É delimitada a norte pelo rio Níger, a sul pelo aeroporto e pela cidade de Coro-Kalanban e a leste pela Comuna VI e novamente pelo rio Níger. Consiste em oito bairros: Badalabougou, Sema I, Quartier Mali, Torokorobougou, Baco-Djicoroni, Sabalibougou, Daoudabougou e Kalaban-Coura. A economia é baseada na horticultura e pesca. O artesanato tem apresentado um avanço significativo. O pequeno negócio é uma atividade que ocupa significativa parcela da população.[22]
- Comuna VI: possui uma população de 470 269 habitantes (censo preliminar de 1 de abril de 2009)[1] e cobre uma área de 88,82 km². Esta é a maior das comunas que compõem Bamaco. É constituída por dez bairros: Banankabougou, Djanékéla, Faladié, Magnambougou, Missabougou, Niamakoro, Sénou, Sogoniko, Sokorodji e Yrimadio. A atividade económica é dominada pela agricultura, pescas, pecuária, comércio e mercado de jardinagem.[23]

Bamaco possui os seguintes bairros: ACI-2000, Badalabugu, Bajalan I, Bajalan II, Bako Jikoroni, Bagadaji, Bamaco Kura, Bankoni, Bolibana, Bozola, Bugudani, Bulkasumbugu, Dar Salam, N'tomikorobougou, Dawdabugu, Dravela, Fajigila, Falaje, Garantigibugu, Jalakoroji, Janekela, Janjigila, Jelibugu, Jikoroni Para, Jumanzana, Hamdallaye, Hippodrome, Kalaban Koro, Kalaban Kura, Korofina, Kuluba, Kulubleni, Lafiabugu, Madina Kura, Magnambugu (Magnambugu Faso Kanu), Misabugu, Misira, Niarela, Ntomikorobugu, Point G, Quartier du Fleuve, Quartier Mali, Quinzanbugu, Sabalibugu I, Sabalibugu II, Safo, Same, Sangarebugu, Saranbugu, Sebeninkoro, Sikoroni, Sirakoro, Senu, Sibiribugu, Sokoniko, Sokoroji, Sotuba, Titibugu, Torokorobugu, TSF-Sans Fil, Wolofobugu, Yirimanjo, Zone Industrielle.

## Demografia

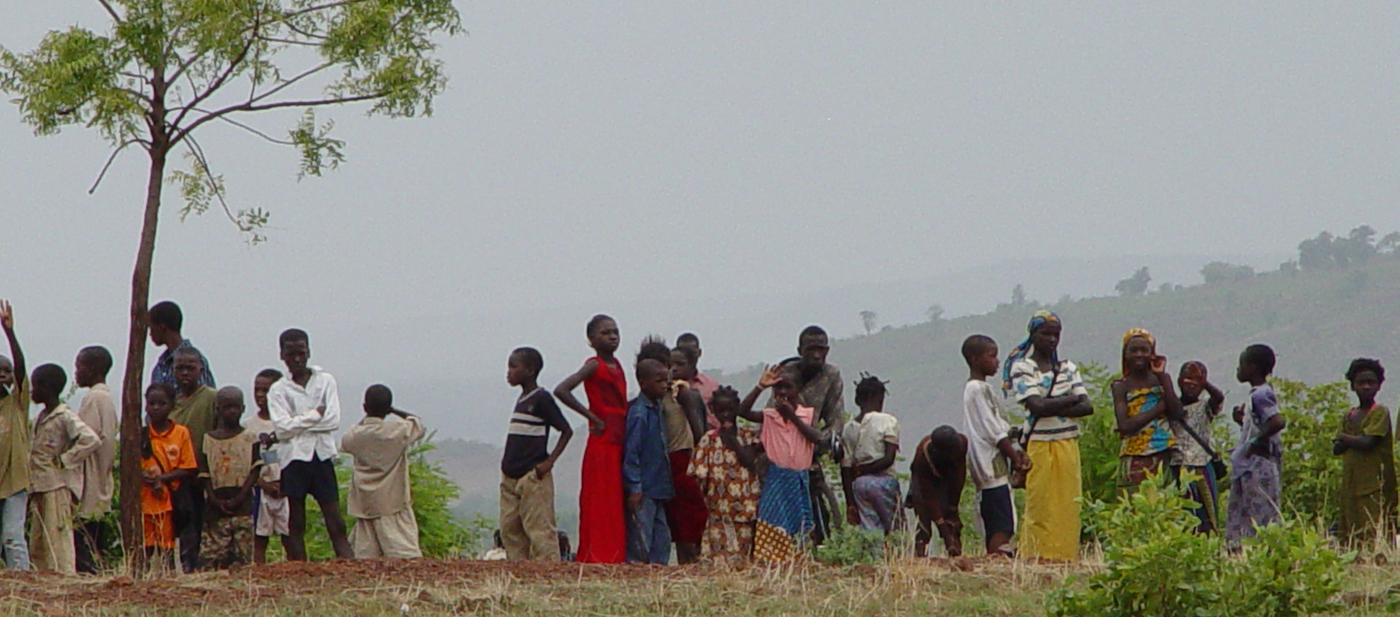
Pessoas reunidas em uma colina de Bamaco

O crescimento da população tem sido impressionante. Em 1884, Bamaco possuía apenas 2 500 habitantes, 8 000 em 1908 e 130 000 em 1961. No censo de 1998 a população era de 1 179 000. No censo de 2009 a população era de 1 809 106. E hoje em dia, a população de Bamaco é de 4 227 569 habitantes. e hoje a população é super continua a atrair a população rural em busca de trabalho. Incluindo os ocupantes ilegais e os trabalhadores temporários. Este crescimento descontrolado provoca dificuldades significativas em termos de tráfego, saneamento básico (acesso à água potável, esgoto) e poluição. Bamaco tornou-se a encruzilhada da África Ocidental e abriga uma população diversificada, composta de diferentes grupos étnicos do Mali e também de países vizinhos.
De acordo com os resultados provisórios do censo de 2022, o Distrito de Bamaco possui 4 227 569 habitantes em 4 211 468 famílias, sendo 2 082 278 homens (50,3% da população) e 2 129 190 mulheres (49,7%). A população do distrito aumentou 78% desde 1998, o que representa uma taxa de crescimento médio anual de 5,4% ao ano. Os maiores aumentos foram verificados nas comunas V e VI, 121% e 112% respectivamente.
| Distribuição da população residente e famílias por comuna (censo 2009) | Distribuição da população residente e famílias por comuna (censo 2009) | Distribuição da população residente e famílias por comuna (censo 2009) | Distribuição da população residente e famílias por comuna (censo 2009) | Distribuição da população residente e famílias por comuna (censo 2009) |
| Comunas                                                                | Famílias                                                               | Homens                                                                 | Mulheres                                                               | Total                                                                  |
| ---------------------------------------------------------------------- | ---------------------------------------------------------------------- | ---------------------------------------------------------------------- | ---------------------------------------------------------------------- | ---------------------------------------------------------------------- |
| Comuna I                                                               | 52 943                                                                 | 168 348                                                                | 167 059                                                                | 335 407                                                                |
| Comuna II                                                              | 25 532                                                                 | 80 272                                                                 | 79 533                                                                 | 159 805                                                                |
| Comuna III                                                             | 19 977                                                                 | 63 854                                                                 | 65 018                                                                 | 128 872                                                                |
| Comuna IV                                                              | 49 210                                                                 | 149 840                                                                | 150 245                                                                | 300 085                                                                |
| Comuna V                                                               | 64 078                                                                 | 208 075                                                                | 206 593                                                                | 414 668                                                                |
| Comuna VI                                                              | 76 436                                                                 | 238 506                                                                | 231 763                                                                | 470 269                                                                |
| Total                                                                  | 288 176                                                                | 908 895                                                                | 900 211                                                                | 1 809 106                                                              |

| Evolução da população de 1976 a 2009 por comuna | Evolução da população de 1976 a 2009 por comuna | Evolução da população de 1976 a 2009 por comuna | Evolução da população de 1976 a 2009 por comuna | Evolução da população de 1976 a 2009 por comuna | Evolução da população de 1976 a 2009 por comuna |
| Comunas                                         | 1976                                            | 1987                                            | 1998                                            | 2009                                            | taxa crescimento anual (1998 - 2009)            |
| ----------------------------------------------- | ----------------------------------------------- | ----------------------------------------------- | ----------------------------------------------- | ----------------------------------------------- | ----------------------------------------------- |
| Comuna I                                        | 51 588                                          | 126 228                                         | 195 081                                         | 335 407                                         | 5,1%                                            |
| Comuna II                                       | 90 895                                          | 109 352                                         | 126 353                                         | 159 805                                         | 2,2%                                            |
| Comuna III                                      | 93 092                                          | 95 783                                          | 99 753                                          | 128 872                                         | 2,4%                                            |
| Comuna IV                                       | 92 867                                          | 137 412                                         | 186 200                                         | 300 085                                         | 4,4%                                            |
| Comuna V                                        | 58 608                                          | 107 383                                         | 187 567                                         | 414 668                                         | 7,5%                                            |
| Comuna VI                                       | 32 189                                          | 82 117                                          | 221 342                                         | 470 269                                         | 7,1%                                            |
| Total                                           | 419 239                                         | 658 275                                         | 1 016 296                                       | 1 809 106                                       | 5,4%                                            |

## Transporte

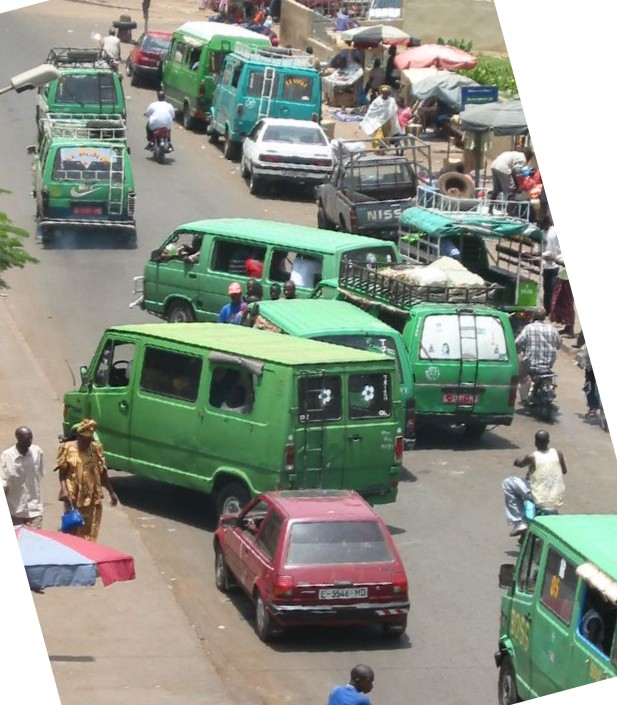
Van-táxi

Inaugurado em 1974, o Aeroporto Internacional de Bamaco-Sénou é o principal aeroporto do Mali. Está localizado aproximadamente a 15 km do centro de Bamaco, dentro dos limites do distrito. O número de passageiros chegou próximo a 600 000 em 2007, e a expectativa é atingir 900 000 em 2015.
Grande parte do transporte é realizado ou pelo rio Níger ou por estradas pavimentadas que ligam Bamaco a outros grandes centros urbanos. Navegar pelo rio Níger é possível desde Kulikoro até Mopti e Gao. A van-táxi, uma espécie de transporte coletivo, é um dos principais modos de transporte.
Bamaco está situada nos dois lados do rio Níger e trêss pontes ligam as duas margens: a Ponte dos Mártires (pont des Martyrs), concluída em 1960 e renomeada em memória dos manifestantes mortos em março de 1991 pelo regime de Moussa Traoré, a Ponte Rei Fahd (le pont du roi Fahd d'Arabie saoudite), em homenagem ao doador saudita, e a terceira ponte, financiada pela China e localizada na área de Sotuba, feita o objetivo de descongestionar o trânsito da cidade e denominada ponte da Amizade Sino-Maliana

## Economia

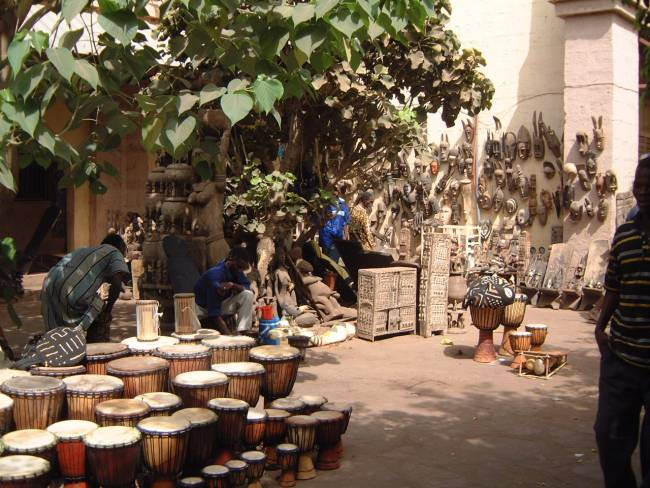
Artesanato no centro de Bamaco

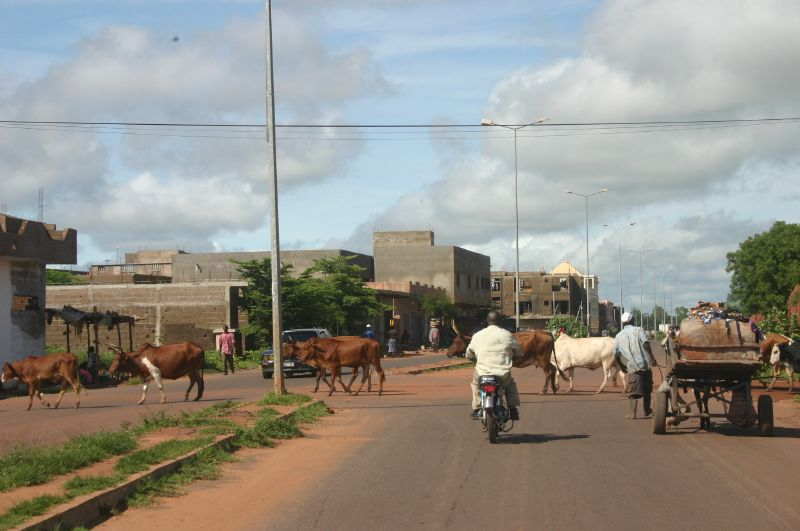
Gados cruzando a estrada em Bamaco

O setor primário está limitado principalmente a pequena agricultura e a pesca, onde atuam os pescadores Bozo. A pecuária é pouco desenvolvida e é comum ver gado atravessando as ruas
O distrito de Bamaco concentra 70% da atividade industrial do Mali.
O setor terciário é o mais desenvolvido, especialmente o artesanato e o comércio. Bamaco é também a sede de grandes empresas e instituições administrativas.
A eletricidade, distribuída pela Énergie du Mali, é proveniente da barragem hidroelétrica de Sélingué.
Bamaco recebeu muito investimento da Arábia Saudita ao longo de décadas, o que permitiu a construção de diversas estruturas importantes. Nos últimos anos, a China se tornou uma importante investidora em Bamaco, desenvolvendo a sua infraestrutura e instalações.

## Etimologia
O nome Bamaco tem origem na língua bambara. Existem duas interpretações principais para sua etimologia. A versão mais amplamente aceita é que o termo deriva de Bama (crocodilo) e Ko (rio), significando "rio dos crocodilos". Essa designação reflete a presença histórica desses animais nas margens do Rio Níger, que atravessa a cidade.
Outra interpretação sugere que o nome se refere à "costa dos jacarés" ou "margem dos crocodilos", com base em variantes linguísticas locais.
A cidade foi originalmente fundada no final do século XVI pelo povo Niaré, também conhecidos como Niakaté, provenientes da região de Ségou.

## Cultura

### Museus e centros culturais
- Centro cultural francês;
- Biblioteca Nacional de Mali, que abriga também a Casa Africana da Fotografia;
- Museu da mulher;
- Museu Nacional de Mali;
- Palácio da Cultura Amadou Hampaté Ba.

## Pontos turísticos
- Biblioteca Nacional de Mali: Localizada em Ouolofobougou, uma seção de Bamaco, a biblioteca possui mais de 60 000 obras, incluindo livros, periódicos, documentos de áudio, vídeos e softwares. Estes materiais estão disponíveis gratuitamente ao público, apesar de ser necessária uma pequena taxa de inscrição para empréstimos. A biblioteca também abriga alguma das exposições do Encontro Africano de Fotografia, um festival bienal de fotografia de Bamaco.
- Grande Mesquita de Bamaco:  está localizada no centro de Bamaco, ao norte do rio Níger River perto do Mercado Central (Grand Marche) e da Catedral de Bamaco da era colonial. Ela é uma das estruturas mais altas de Bamaco. Construída no local de uma mesquita pré-colonial de tijolos de barro, a mesquita atual foi construída através de financiamento do governo da Arábia Saudita no final da década de 1970. Com seus altos minaretes de cimento construídos em torno de uma praça central, o edifício é estilisticamente mais parecido com as estruturas religiosas da Arábia Saudita do que das do oeste africano.[31] A mesquita é visível de boa parte da cidade e, ocasionalmente, é aberta aos turistas.
- Torre BCEAO: Com vinte andares é o edifício mais alto da África Ocidental. Está localizada ao norte (margem esquerda) do rio Níger, no centro da cidade de Bamaco.[32]
- Museu Nacional do Mali: é um museu arqueológico e antropológico que apresenta exposições permanentes e temporárias sobre a pré-história do Mali, bem como instrumentos musicais, vestuários e objetos de rituais associados com vários grupos étnicos do Mali.

Outros pontos de interesse incluem o Museu Muso Kunda, o Museu Regional de Bamaco, o Zoológico de Bamaco, o Jardim Botânico de Bamaco, a Torre do Centro de Conferência Nacional (NCC), a Pirâmide de Souvenir, o Monumento da Independência, o Monumento Al Quoods, o triangular Monumento de la Paix, o Obelisco Hamdallaye, o Memorial Modibo Keita e muitos outros monumentos, o Palácio da Cultura Amadou Hampaté Ba e a Colina Ponto G, contendo cavernas com pinturas em pedras.

## Esportes
Vários estádios tem sido construídos em Bamaco, como o Estádio de Mamadou Konaté, o Estádio Modibo Keïta, o Estádio Ouenzzin Coulibaly e o Estádio do 26 de Março. A maior parte destes centros esportivos foram modernizados e ampliados para a Copa das Nações Africanas de 2002 que ocorreu em Mali entre os dias 19 de janeiro e 9 de fevereiro de 2002.
O Stade Malien, o Djoliba AC e o Centre Salif Keita são os mais destacados clubes de futebol da cidade.
Bamaco foi ponto de chegada e de partida de várias etapas do Rali Dakar, uma grande corrida automobilística que partia da Europa, atravessava o deserto do Sahara até chegar a Dacar.
Todo ano acontece na cidade o Encontro Panafricano de atletismo.

## Pessoas ilustres

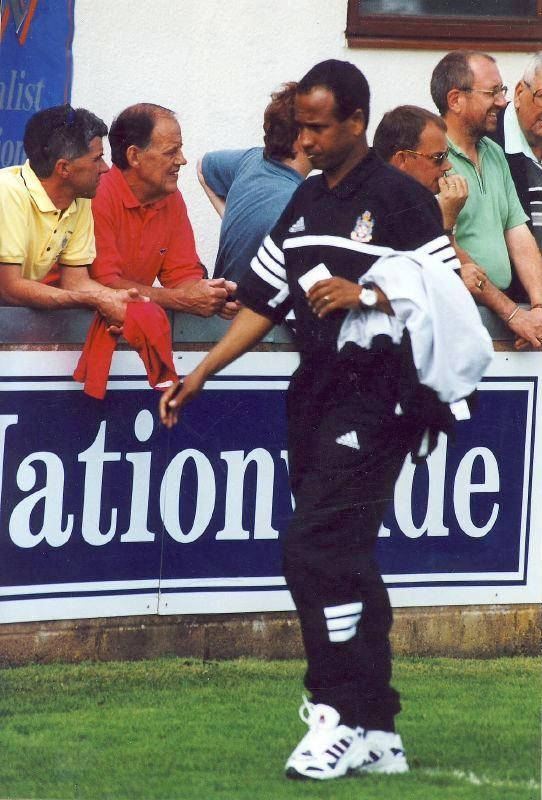
Jean Tigana, ex-futebolista nascido em Bamaco, naturalizado francês

- Malick Sidibé (*1936), fotógrafo. Vencedor do Leão de Ouro na Bienal de Veneza de 2007 e do prêmio PhotoEspaña Baume & Mercier 2009;[33]
- Aminata Dramane Traoré (*1947), política e escritora;
- Jean Tigana (*1955), ex-futebolista e treinador de futebol;
- Seydou Keïta (*1980), futebolista;
- Mahamadou Diarra (*1981), futebolista;
- Ali Farka Touré (*1939-2006), músico;
- Boubacar Traoré (*1942), músico;
- Oumou Sangaré (*1968), compositora e cantora.

## Cidades-irmãs
- Angers, França (desde 1974)[34][35]
- Asgabade, Turquemenistão (desde 1974)[34]
- Bobo Diulasso, Burquina Fasso (desde 1994)[34][36]
- Dacar, Senegal (desde 1973-1974)[34][37]
- Leipzig, Alemanha (desde 1966)
- Rochester, Estados Unidos (desde 1975)[34][38]
- São Paulo, Brasil (desde 2000)[34][39]
- Slocomb, Estados Unidos (desde 1912)